# Crouch (Idaho)
Crouch è una città (city) degli Stati Uniti d'America, situata nella contea di Boise, nello Stato dell'Idaho.